# Душица Пешић (новинар)
Душица Пешић (Ниш, 28. септембар 1963) српска је новинарка. Дугогодишњи је новинар Радија Слободна Европа и агенције ФоНет.

## Биографија
Похађала је новинарски смер у гимназији, али се после школовања није бавила новинарством. Када су у Нишу почели грађански протести 1996. године, Душица није имала новинарског искуства. Размишљала је да ли да се прикључи протестима као грађанка или да ипак буде неко ко ће о овим протестима извештавати. Одлучила се за ово друго. Своје прве новинарске кораке направила је прве вечери грађанских протеста у Нишу 1996. године.
У „Дневном телеграфу” Душица је радила скоро до краја протеста. Било је то време дубоких подела на прорежимске и опозиционе медије. У време режима Слободана Милошевића спадала у малобројну групу независних новинара. Године 1999, у време када је тадашњи министар информисања Александар Вучић забранио реемитовање програма Радија Слободна Европа, организовала је конференцију за новинаре свих дописника и централне редакције из Београда, са које су поручили да ће по сваку цену новинари те куће наставити да извештавају о догађајима и дешавањима у Србији. Такође је 2000. године, на конференцији за штампу сазване поводом одбијања Савезног министарства за информисање да региструје дописништво Радија Слободна Европа у Београду и претњи тадашњег министра Горана Матића да ће према онима који неовлашћено раде за ту кућу предузимати законом предвиђене мере, позвала полицију да одбије да хапси било кога од новинара тог радија зато што раде.
Године 2000. Душица Петковић била је међу 306 новинара, потписницика Отвореног писма новинара председнику СРЈ г. Слободану Милошевићу у којем се тражи да обеснажи пресуду Војног суда у Нишу новинару Мирославу Филиповићу на седам година затвора због наводне шпијунаже.
Када се власт у Нишу променила, променило се и руководство Нишке телевизије, па Душица почиње ту да ради. Кратко је остала на телевизији. После поделе у Коалицији Заједно Нишку телевизију преузео је СПО и сви извештаји и саопштења ДС-а и Грађанског савеза Србије су забрањени. На овакву одлуку руководства побунила су се четири новинара, међу којима је била и Душица. Након рада за штампу и телевизију, Душица почиње да ради за нишки Сити радио и тада добија понуду да упоредо извештава и за Радио Слободна Европа, а касније и за агенцију Фонет.
Петоокотобарске промене дочекала је у Београду, извештавајући о њима за Радио Слободна Европа, заједно са колегама из агенције Бета. Извештавање о опсадном стању у коме се налазио Београд, о наоружаним људима под маскама и маси испред Скупштине били су јој драгоцено новинарско искуство.
Извештавала је током НАТО бомбардовања 1999. и током кризе на Југу Србије. Године 2001. је, заједно са новинарима из Приштине, извештавала о разговорима тадашњег шефа Еулекса Михаела Штајнера (Michael Steiner) и тадашњих званичника Албаније. У то време градоначелник Тиране био је Еди Рама.
Након свих протеста, бомбардовања, и промена, она је неко време живела у Аустрији. Иако је тамо отишла са намером да ради као дописник Танјуга, тај ангажман јој је измакао, па се вратила у Србију.
Данас живи и ради у Нишу.